# Abelona guadeloupensis
Abelona guadeloupensis är en insektsart som först beskrevs av Heinrich Hugo Karny 1935.  Abelona guadeloupensis ingår i släktet Abelona och familjen Gryllacrididae. Inga underarter finns listade i Catalogue of Life.